# Grand Theft Auto Online
Grand Theft Auto Online, comunament abreujat com GTA Online, és un videojoc d'acció i de món lliure desenvolupat per Rockstar North que presenta la característica de ser un multijugador en línia de la saga Grand Theft Auto. El seu llançament es va dur a terme el dia 1 d'octubre de l'any 2013, catorze dies després de Grand Theft Auto V. Tot i que el disc de Grand Theft Auto V és un requeriment per a la seva instal·lació, Grand Theft Auto Online és considerat un lliurament a part de Rockstar Games. Es va iniciar com una descàrrega al principi, però va ser inclòs en el pegat del joc original. Des de 2015 Rockstar va deixar d'afegir nou contingut per a les versions de PlayStation 3 i Xbox 360 a causa de les limitacions de maquinari, passant així a centrar-se en les versions de PlayStation 4, Xbox One i PC, encara que els servidors en consoles de passada generació segueixen funcionant amb normalitat fins ara i continuen rebent contingut especial com Nadal, Sant Valentí i Dia de la Independència del 4 de juliol, excepte que ja no es poden comprar des de 2017 la monster truck The Liberator i la motocicleta Sovereign.

## Descripció

### Jugabilitat
Grand Theft Auto Online posseeix molt variades opcions de joc. Els jugadors pugen de nivell gràcies als RP (de l'anglès Reputation Points, que traduït a l'espanyol significa Punts de Reputació). Els RP s'aconsegueixen realitzant activitats, en tenir èxit en carreres o activitats d'aquest estil o pertànyer a l'equip guanyador s'obté una major xifra de punts de reputació, igual s'obtenen punts amb la realització d'actes de menor importància (com eludir a la policia) o atacs a la banda i assassinats d'altres jugadors. Quan els jugadors arriben a un nivell prou alt, poden trucar per fer atacs aeris o aconseguir helicòpters de suport de Merryweather, juntament amb altres bonificacions per posar en marxa una altra manera de joc de carreres, o el jugador simplement ha d'entrar en una àrea específica per activar l'inici de la missió. Els jugadors també poden practicar les seves habilitats de tir en un Ammu-Nation, o pot lluitar amb altres jugadors per millorar la força. Durant certes maneres de joc, les apostes es poden col·locar en els jugadors, les apostes també poden ser cancel·lades per poques d'elles. També existeix la manera creador on es poden crear diferents activitats (Partides a Mort, Carreres, Captures amb els seus derivats i Últim Equip a Peu) i si tens l'oportunitat, ser verificat per Rockstar.

### Economia
El sistema monetari acceptat en el món de Grand Theft Auto Online és el dòlar Grand Theft Auto, l'abreujament comú és GTA $. Aquest pot ser utilitzat per a realitzar qualsevol transacció comercial dins del joc. Cada jugador posseeix un compte bancari, la qual pot administrar mitjançant www.maze-bank.com. El jugador pot dipositar GTA $ en qualsevol caixer automàtic que trobi, o també en el seu telèfon mòbil, prevenint la pèrdua de diners en cas de ser eliminat o arrestat. Cada vegada que el jugador sigui eliminat perdrà 500 GTA $. Mentre que si el té en un compte bancari perdrà $ 150. El jugador també pot comprar dòlars GTA amb diners reals, i aquest serà dipositat en el seu compte bancari virtual, usant les anomenades targetes tauró que poden ser Tigre, balena, bou, gran tauró blanc o targeta tauró vermell, depenent de la classe de targeta és la quantitat de GTA $ que seran transferits al compte bancari del jugador.

### Personatge
El personatge del jugador pot ser modificat i adaptat molt més del que es podia en el multijugador de Grand Theft Auto IV, ara, el jugador pot comprar roba, fer-se tatuatges, talls de cabell, comprar vehicles, propietats, diversos tipus de transport (helicòpters, vehicles militars, etc.) i més. També, si el jugador té l'Edició Col·leccionista de Grand Theft Auto V, poden triar ser altres personatges addicionals creats en altres jocs de Rockstar. En l'edició Col·leccionista es permet usar a Niko Bellic com a pare, protagonista de GTA IV. Estarà també disponible utilitzar a Claude Speed, i a Misty, tots dos personatges del GTA III com a pares biològics. Si el jugador posseeix un compte de Rockstar Games Social Club, llavors John Marston, el protagonista d'un altre joc creat per Rockstar, Red Dead Redemption, estarà disponible com a pare. Els jugadors poden triar com es veurà el seu personatge, més semblant a la seva mare o al seu pare. Tot això tindrà un impacte en l'aspecte del personatge creat.
En la versió de PlayStation 4, Xbox One i PC es permet editar el teu personatge d'una manera més detallada, brindant l'opció de personalitzar el personatge de manera detallada, des de tons de pell i marques d'aquesta. Els personatges creats en les versions de PlayStation 3 i Xbox 360 ja no poden transferir el seu progrés des de març de 2017.
Tècnicament, el personatge de GTA Online no és mut, ja que els jugadors poden parlar per mitjà d'un micròfon i aquest imités el moviment de la boca.
Des del 6 de març de 2017, ja no es troba disponible l'opció de transferir personatges i progressos de PlayStation 3 i Xbox 360 a PlayStation 4, Xbox One i PC (es desconeix el motiu de per què Rockstar pren aquesta decisió, encara que es creu que va ser a causa que la majoria de jugadors que transferien els seus progressos eren comptes hackejats amb nivells falses, quantitats extremadament exagerades de diners, etc.)

### Tutorial
La història se centra uns mesos o anys després de la història transcorreguda a Grand Theft Auto V. El nostre personatge arribarà a Los Santos. Després d'un recorregut per alguns llocs de la ciutat, Lamar ens avisa que hi ha una carrera que es durà a terme a West Eclipsi Boulevard en la qual hem de participar. Després d'acabar la carrera Gerald, un amic de Lamar, ens contacta perquè destruïm un intercanvi de drogues entre els Vagos i els Ballas, robem la droga i li la donem a ell.
Després d'acabar l'encàrrec tornarem al Mode Lliure, on Lamar s'encarregarà de robar una botiga (pot ser amb o sense ajuda d'un altre personatge) i canviar-nos de roba. Un cop acabat això, Simeon Yetarian ens farà una crida en la qual diu que Lamar ens ha recomanat per a diferents encàrrecs que ell té, a més, ens regalarà un vehicle qualsevol el qual podrem modificar en Los Santos Customs. Un cop fet, Gerald ens avisarà que hem de demostrar el que valem si volem seguir treballant amb ell, pel que ens encarregarà entrar a una partida d'Últim Equip en Peu.
Un cop acabada, podrem continuar el joc al nostre gust.

### L'ascens de Lamar Davis
Un cop haguem pujat a Nivell 5, Lamar ens contactarà perquè l'ajudem a pujar en el món criminal de Los Santos fent encàrrecs per a ell, el lloc de reunió per a dur a terme els seus plans és en Benny 's Original Motor Works. Quan ens reunim amb ell, ens adonarem que el seu pla és crear una guerra de colles entre Els Vagos i Els Ballas, per la qual cosa contactarem a quatre jugadors més per portar això a terme. Dos jugadors es vestiran de Ballas i maten alguns Vagos; dos jugadors es vestiran de Vagos i maten alguns Ballas. Després d'haver fet això, ens adonarem que aquests s'estan reunint en l'Aeroport Internacional de Los Santos, on estan xerrant alhora. Pel que això interfereix amb el pla de Lamar i hem de assassinar-los.
Un temps després, Lamar ens avisa que alguna cosa a passat i que hem de veure'ns amb ell al port de Del Gos Beach. Quan arribem amb un altre jugador ens explicarà que ha robat dos Lowriders que hem de vendre a Cypress Flats per fer les paus amb un OG dels Families, Vernon. Però la policia s'ha adonat dels dos Lowriders pel que hem d'arribar sense ser detectats. Un cop arribem, serem envoscads pels Ballas, els qui es van adonar el tracte i han assassinat als compradors dels Lowriders. Lamar queda enfurismat amb els protagonistes i se'n va del lloc.
Lamar ens contactarà de nou un temps després per a avisar-nos que Gerald va ser arrestat per la LSPD i serà extradit. Pel que hem de interceptar el camió del Noose que reté Gerald i ajudar-lo a escapar. Gerald està furiós amb Lamar pel del tracte.
Després de salvar Gerald, serem contactats per Lamar a Yellow Jack Inn, un bar prop de Sandy Shores en Blaine County, ens dirà que un membre important dels Vagos va ser assassinat, per la qual cosa és una gran oportunitat per robar les drogues que aquests porten en els seus vehicles, després d'haver assassinat a cada Vago ens reunirem amb Lamar a nord de Sandy Shores.
Uns dies després, Lamar ens contactarà de nou per informar-nos que els Ballas s'estan reunint en un lot de la Taula, i ells tenen un vehicle (Xinès) d'alta prioritat per als Families, pel que hem de robar-sense que aquests siguin alertats. Un cop fet, hem de lliurar-lo a West Vinewood.
Per fer que Els Vagos i Ballas sàpiguen que les Families estan darrere d'ells, Lamar contactarà als jugadors de nou perquè pugin a una Moonbeam Personalizaada i assassinin a diversos membres de bandes enemigues i destruir la mateixa Moonbeam a Del Gos.
Després de tot el que ha passat, Vernon es comença a cansar de Lamar per voler creure millor que tots els OGS de South Central, de manera que quan ens reunim amb el Benny 's Original Motor Works aquest estarà discutint amb Vernon sobre el problema dels Lowriders que intentava vendre. Pel que en un intent de posar content a Vernon, Lamar s'encarregarà robar dos vehicles lowriders i lliurar-los al garatge. Quan arribem al punt de recollida dels Lowriders, alguna cosa surt malament, ja que els Vagos s'han assabentat d'on estaven guardant els dos Buccaneers, de manera que hem de defensar Benny 's Original Motor Works dels Vagos. Un cop fet, Lamar ens diu que el seu somni de tornar-se un dels gàngsters més poderosos de South LS va sortir malament.
Uns dies després, una trucada telefònica de Lamar en la qual ens dona les gràcies per haver-ho ajudat i que si torna a intentar ser el gran a South LS ens dirà de nou.

### Els cops
Lester ens contactarà al nivell 10 dient-nos que som famosos en els arxius de la LSPD, i que hem de tenir cura. Ens donarà treball, i que podrem posar recompenses per altres persones, però, hem de tenir cura amb les nostres accions perquè ens podrien posar una recompensa per nosaltres.
Un cop siguem nivell 12 o major i tinguem un apartament de luxe, Lester ens contactarà dient-nos que té alguna cosa interessant per a nosaltres i que ha manat gent per arreglar el nostre apartament. Quan arribem, veurem que tindrem una nova sala de planificació en la qual portarem a terme tots els cops.

### El Cop de Fleeca
Lester ens contacta per assaltar una de les franquícies de Fleeca a Western Ocean Highway. Pel que necessitem un Kuruma blindat i tenir una planificació de com és el banc. Un cop complim aquestes tasques podem iniciar.

### Les Organitzacions
El jugador pot iniciar una Organització la qual es dedicarà exclusivament a la compra i venda de carregament il·legal, prenent missions arriscades, etc.